# 森民酒造店
森民酒造店（もりたみしゅぞうてん）は、宮城県大崎市岩出山に所在する日本酒を製造・販売する企業。店舗兼主屋等が歴史的建築物として国の登録有形文化財に登録されている。

## 概要
1883年 (明治16年) 、当地で創業。山間部からの湧水や江合川の伏流水を利用して洗米や仕込みを行っている。水質は硬度２～３という軟水。戦前は1000石以上を生産し、冬季には南部杜氏が蔵人を引き連れる程だったが、現在は規模を縮小している。販売する酒銘は「森泉」。

## 建築
2015年 (平成27年) 11月17日、以下が登録有形文化財となった。
- 店舗兼主屋 – 公道に東面して建つ木造平屋建一部二階建、銅板葺、建築面積184m2。創業した1883年に建築され、その後大正・昭和・平成と改修が繰り返された。正面側に土間と板間、背面に座敷を配置。出格子と漆喰枠の窓が特徴的な外観[1]。
- 釜屋 – 1883年建築、木造平屋建、切妻造、銅板葺、建築面積305m2。東妻に庇、真壁造の妻に梁と束組を表す。内部には焚口があり、煙道を介して煙突に連続する[2]。
- 煙突 – 高さ16m、1.5m四方、レンガ造、昭和前期建築。釜屋から煙道を介して北方に建つ。イギリス積のレンガを躯体とする、当地域を象徴するランドマーク的存在[3]。
- 居宅、奥座敷、隠れ座敷、酒蔵、北土蔵

## 現地情報

### 住所
- 宮城県大崎市岩出山字上川原町15

### 交通アクセス
- 陸羽東線有備館駅より徒歩3分

### 営業情報
- 定休日 – 毎週火、水曜日
- 営業時間 – 9:00～17:00

### 周辺施設
- 有備館
- 岩出山城址
- 竹工芸館
- 感覚ミュージアム